# Bukovski Vrh
Bukovski Vrh – wieś w Słowenii, w gminie Tolmin. W 2018 roku liczyła 19 mieszkańców.